# Намікадзе
«Намікадзе» (Namikaze, яп. 波風) — ескадрений міноносець Імперського флоту Японії, який взяв участь у Другій світовій війні.
Корабель, який став п'ятнадцятим (за датою закладання) серед есмінців типу «Мінекадзе», спорудили у 1922 році на верфі ВМФ у Майдзуру.
Після початку Другої японо-китайської війни корабель в 1938—1939 роках залучали до патрулювання біля узбережжя Північного та Центрального Китаю.
Станом на грудень 1941-го «Намікадзе» належав до 1-ї дивізії ескадрених міноносців, яка підпорядковувалась військово-морському округу Омінато (Ominato Guard District). Протягом двох років есмінець діяв у північній зоні, займаючись патрульно-ескортною службою на Хоккайдо та Курильських островах, при цьому з другої половини 1942-го його стали залучати до виконання аналогічних завдань біля східного узбережжя Хонсю — аж до затоки Ісе на півдні.
У липні 1943-го «Намікадзе» та два інші есмінці 1-ї дивізії (четвертий перебував в цей час на ремонті) перебували в готовності до підтримки евакуації гарнізону з Киски (один з двох островів, захоплених японцями в червні 1942-го на заході Алеутського архіпелагу), втім, їхня допомога не знадобилась.
Наприкінці 1943-го «Намікадзе» тимчасово залучили до супроводу конвоїв у Французькому Індокитаї. 1 грудня корабель попрямував туди із японського порту Моджі, а в середині березня 1944-го відновив свою службу в північній зоні.
8 вересня 1944-го в Охотському морі за дві сотні кілометрів на північний захід від курильського острова Уруп «Намікадзе» був торпедований та важко пошкоджений підводним човном «Сіл». Кораблю відірвало корму і його привів на буксирі есмінець «Камікадзе» до порту Отару (західне узбережжя Хоккайдо) для аварійного ремонту, при цьому на завершальному етапі переходу з 11 по 13 вересня охорону забезпечував есмінець «Нокадзе».
З 26 вересня 1944 по 1 лютого 1945 «Намікадзе» проходив повноцінне відновлення в Майдзуру (обернене до Японського моря узбережжя Хонсю), де корабель модернізували для використання як носія людино-торпед «кайтен», яких він міг прийняти до 4 одиниць. Для цього з Намікадзе демонтували 3 з 4 гармат головного калібру та всі торпедні апарати, також вилучили один з котлів, що зменшило максимальну швидкість до 29,5 вузла. Зате підсилили зенітне озброєння, встановивши 6 25-мм автоматів та 8 13,2-мм кулеметів. По завершенні робіт корабель перейшов до Внутрішнього Японського моря, а з 5 лютого він був напряму підпорядкований Об'єднаному флоту.
Втім, до застосування «кайтенів» з Намікадзе справа не дійшла. Від з червня 1945-го корабель займався тральними операціями у Внутрішньому Японському морі. Капітуляція Японії застала «Намікадзе» в Куре.
У жовтні 1945-го «Намікадзе» виключили зі списків ВМФ та призначили для участі у репатріації японців (по завершенні війни з окупованих територій на Японські острови вивезли кілька мільйонів військовослужбовців та цивільних японської національності).
3 жовтня 1947-го корабель передали Китаю, де він дістав назву «Shen Yang» (瀋陽). Спершу він перебував у Ціндао, а після перемоги комуністів у громадянській війні був переведений на Тайвань. В 1960-му корабель виключили зі списків флоту.